# Srđan Nikolovski
Srđan Nikolovski (Pančevo, 13. jun 1989) srpski je lekar i naučnik. Godine 2022.  je na takmičenju Američkog koledža lekara prvi Srbiji doneo pobedničku nagradu. Takođe, bio je jedan od članova istraživačkog tima lekara koji su 2016. godine kreirali ThroLy skor za procenu rizika za nastanak tromboembolijskih događaja kod pacijenata sa limfomima.

## Biografija
Nikolovski je rođen 13. juna 1989. godine u Pančevu, kao jedino dete u porodici. Ubrzo nakon njegovog rođenja, roditelji su mu se razveli, nakon čega je bio odgajan od strane njegove majke.
Odrastajući u veoma teškim uslovima, završio je osnovnu i srednju medicinsku školu u Pančevu, dok je na Medicinskom fakultetu u Beogradu diplomirao 2014. godine. Tokom tri uzastopne godine srednješkolskog obrazovanja pohađao je 20 seminara u Istraživačkoj stanici Petnica. Tada je ostvario prvi kontakt sa naučno-istraživačkim radom, stekao iskustvo u eksperimentalnim istraživačkim metodama i objavio svoje prve publikacije iz oblasti biomedicine i psihologije.
Ljubav prema medicini je gajio još od svog ranog detinjstva, zbog čega je i upisao srednju medicinsku školu, a kasnije i medicinski fakultet. Tokom studija medicine na Medicinskom fakultetu u Beogradu, bio je autor više naučno-istraživačkih radova koji su se prevashodno bavili malignim limfoproliferativnim bolestima, a koje je sprovodio pod mentorstvom lekara sa Klinike za hematologiju Univerzitetskog kliničkog centra Srbije.
Trenutno je angažovan na Medicinskom centru Lojola univerziteta u Čikagu, gde učestvuje u sprovođenju više medicinskih naučno-istraživačkih projekata koji se bave otkrivanjem novih biomarkera u razumevanju patofiziologije i pronalasku lekova u terapiji različitih patoloških stanja.

### Stručna karijera
Ubrzo po diplomiranju Nikolovski je bio angažovan na nekoliko biomedicinskih istraživačkih projekata od kojih je jedan bio finansiran od strane Ministarstva nauke, tehnološkog razvoja i inovacija Republike Srbije, a koji je sprovodio na Univerzitetskoj dečjoj klinici u Beogradu.
Kliničko iskustvo je stekao tokom četiri godine rada kao klinički lekar-volonter na Univerzitetskoj dečjoj klinici u Beogradu. U početku je radio na Klinici za pedijatriju Univerzitetske dečje klinike, prevashodno na odeljenjima nefrologije, hemodijalize i transplantacije bubrega, da bi ubrzo prešao na Kliniku za dečju hirurgiju Univerzitetske dečje klinike. Tokom svog kliničkog iskustva je bio i deo tima za transplantaciju bubrega kod dece.
Akademsko stručno obrazovanje je stekao i 2019. i 2023. godine u Austriji, na poznatim seminarima Otvorenog medicinskog instituta, i to iz oblasti spinalne neurohirurgije i kliničkih istraživačkih metoda. Trenutno je i kandidat za zvanje doktora medicinskih nauka na Medicinskom fakultetu u Beogradu.
Javnosti u Srbiji je postao poznat 2022. godine kada je postao prvi lekar koji je sa afilijacijom iz Evrope osvojio pobedničku nagradu u svojoj kategoriji na godišnjem takmičenju Američkog koledža lekara u istoriji te organizacije. Nikolovski je postao član Američkog koledža lekara 2018. godine od kada redovno učestvuje na godišnjim sastancima. Prvo predstavljanje Srbije na takmičenju Američkog koledža lekara ostvario je 2020. godine, a dve godine nakon toga osvojio prvu nagradu sa kliničkom studijom koja se bavila vanbolničkim zastojem rada srca kod odraslih osoba sa već postojećim bolestima srca.
Ubrzo nakon osvajanja nagrade Američkog koledža lekara, nastavio je svoje radno angažovanje na Lojola Univerzitetu u Čikagu. Veliki doprinos nastavku karijere u Sjedinjenim Američkim Državama dalo mu je upravo članstvo u Američkom koledžu lekara. Pored tog članstva, član je još preko 20 stručnih medicinskih i akademskih međunarodnih organizacija. Autor je više desetina stručnih publikacija, poglavlja stručnih monografija, kao i studija koje je prezentovao na regionalnim i međunarodnim stručnim skupovima. Recenzent je za više medicinskih naučnih časopisa  i dobitnik je više nagrada i priznanja. Član je odbora Međunarodnog akademskog instituta.

## Odabrana dela
1. Prevarne radnje u zdravstvu i specifičnosti njihovog identifikovanja. U: Forenzičko računovodstvo, istražne radnje, ljudski faktor i primenjeni alati. Prvo izdanje, Beograd, Univerzitet u Beogradu, Fakultet organizacionih nauka; 2021:197-216.[17][26][29]
2. Prevarne radnje i ljudski faktor. U: Forenzičko računovodstvo, istražne radnje, ljudski faktor i primenjeni alati. Prvo izdanje, Beograd, Univerzitet u Beogradu, Fakultet organizacionih nauka; 2021:803-826.[17][26][30]
3. Strategic approach to the sustainable development of spa tourism in Serbia. In: Business Threats and Opportunities in the Western Balkans. Newcastle upon Tyne, Cambridge Scholars Publishing; 2021:125-146.[17][26][31]
4. Analysis of key financial performance indicators of private laboratories. In: Business Threats and Opportunities in the Western Balkans. Newcastle upon Tyne, Cambridge Scholars Publishing; 2021:147-164.[17][26][31]
5. Prevarne radnje i zloupotrebe u zdravstvu. U: Prevarno finansijsko izveštavanje: metode, studije slučaja i istrage, Beograd, Moody’s Standards; 2022:255-356.[17][26][32]
6. Specifični etički aspekti trijaže pružanja prve pomoći u situacijama sa velikim brojem žrtava. U: Pravni i bezbedonosni aspekti upravljanja rizicima od prirodnih i antropogenih katastrofa, Beograd, Naučno-stručno društvo za upravljanje rizicima u vanrednim situacijama; 2022:322-362.[17][26][33]
7. Cardiometabolic Diseases – Recent Advance in Antithrombotic and Thrombolytic Therapies. In: Rao GHR, Das UN, eds. Cardiometabolic Diseases: Molecular Basis, Early Detection of Risks, and Management. 1st ed. Elsevier; 2024.[17][26][34]